# Marcus Smith (football américain)
Pour les articles homonymes, voir Marcus Smith (rugby à XV) et Smith.
(en) Statistiques sur pro-football-reference
Marcus Smith, né le 31 mars 1992 à Columbus en Géorgie, est un joueur américain de football américain évoluant au poste de linebacker.

## Biographie

### Carrière universitaire
Il étudie à l'université de Louisville et joue alors pour les Cardinals de Louisville. Il est aussi capable de jouer quarterback.

### Carrière professionnelle
Il est sélectionné à la 26e place de la Draft 2014 par les Eagles de Philadelphie.

#### Saison 2014
Lors de sa première saison, il ne compte aucun tacle malgré le fait d'avoir été aligné dans 74 jeux. Sa première saison est donc décevante pour un joueur choisi au premier tour d'une draft.